# 高大翅果菊
高大翅果菊（学名：[Pterocypsela elata] 错误：{{Lang}}：文本有斜体标记（帮助））是菊科翅果菊属的植物。分布在日本、朝鲜、俄罗斯以及中国大陆的广西、江西、甘肃、四川、浙江、福建、吉林、贵州、湖南、湖北、河南、广东、陕西、云南、安徽等地，生长于海拔500米至1,800米的地区，多生在灌丛中、山谷、山坡林缘、林下和路边，目前尚未由人工引种栽培。

## 别名
剪刀草（浙江），高莴苣（中国高等植物图鉴），野苦麻（浙江）

## 异名
- Lactuca elata Hemsl.
- Lactuca raddeana Maxim. var. elata (Hemsl.) Kitamura